# Lijst van rijksmonumenten in Ede (plaats)
De plaats Ede telt 75 inschrijvingen in het rijksmonumentenregister.
| Object | Oorspronkelijke functie?  | Bouwjaar                                                            | Architect                  | Locatie                                        | Coördinaten?                 | Nr.?   | Afbeelding                                                                             |
| --- | ------------------------- | ------------------------------------------------------------------- | -------------------------- | ---------------------------------------------- | ---------------------------- | ------ | -------------------------------------------------------------------------------------- |
| Schaapskooien op de Zuid-Ginkel | Boerderij                 | ca. 1965 (restauratie)                                              |                            | Schaapskooi op Ginkelse heide                  | 52° 1' 45" NB, 5° 44' 35" OL | 14450  | Meer afbeeldingen                                                                      |
| Goed bewaarde boerderij onder hoog, rieten wolfdak | Boerderij                 | mogelijk 18e eeuw                                                   |                            | Driehoek 32                                    | 52° 2' 47" NB, 5° 40' 25" OL | 14451  | Meer afbeeldingen                                                                      |
| Oude Kerk | Kerk en kerkonderdeel     | 15e en begin 16e eeuw                                               |                            | Grotestraat 58                                 | 52° 2' 45" NB, 5° 40' 17" OL | 14452  | Meer afbeeldingen                                                                      |
| Boerderij van het middenlangsdeeltype, "Engelenhove" | Boerderij                 | vermoedelijk laat 18e eeuw                                          |                            | Kernhemseweg 6                                 | 52° 3' 16" NB, 5° 39' 24" OL | 14455  | Meer afbeeldingen                                                                      |
| De Raven | Boerderij                 | mogelijk 16e eeuw                                                   |                            | Krommesteeg 7                                  | 52° 0' 11" NB, 5° 38' 22" OL | 14456  | Meer afbeeldingen                                                                      |
| Boerderij, gelegen op het terrein van het Huis Kernhem, "Koetshuis" | Boerderij                 | mogelijk 18e eeuw                                                   |                            | Kernhemseweg 3                                 | 52° 3' 9" NB, 5° 39' 24" OL  | 14458  | Meer afbeeldingen                                                                      |
| Huis Kernhem | Kasteel, buitenplaats     | 1803                                                                |                            | Lunterseweg 9                                  | 52° 3' 10" NB, 5° 39' 26" OL | 14459  | Meer afbeeldingen                                                                      |
| Boerderij op T-vormige plattegrond. Het brede woonhuis onder fraai rieten schilddak heeft zesruitsschuiframen en luiken. Op het erf een bakstenen schuur met rieten wolfdak "Pothoven"                                                                    | Boerderij                 | mogelijk eerste helft 19e eeuw                                      |                            | Lunterseweg 40                                 | 52° 3' 23" NB, 5° 38' 53" OL | 14460  | Meer afbeeldingen                                                                      |
| Fraaie boerderij onder hoog, rieten wolfdak "Groot Beetrum" | Boerderij                 | waarschijnlijk 17e eeuw                                             |                            | Lunterseweg 80                                 | 52° 3' 57" NB, 5° 38' 15" OL | 14461  | Meer afbeeldingen                                                                      |
| Pand met gepleisterde gevel. Goede vensters en deur. Stoeppaal met kettingen. Keitjesstoep, lindeboom | Woonhuis                  | Vermoedelijk begin 19e eeuw                                         |                            | Not Fischerstraat 25                           | 52° 2' 53" NB, 5° 40' 10" OL | 14462  | Meer afbeeldingen                                                                      |
| Fischerhuis | Woonhuis                  | vermoedelijk tweede kwart 19e eeuw                                  |                            | Not Fischerstraat 27                           | 52° 2' 53" NB, 5° 40' 10" OL | 14463  | Meer afbeeldingen                                                                      |
| De Linden | Woonhuis                  | tweede kwart 19e eeuw                                               |                            | Not Fischerstraat 29                           | 52° 2' 54" NB, 5° 40' 10" OL | 14464  | Meer afbeeldingen                                                                      |
| Een gietijzeren gedenkzuil op de top van de Paasheuvel in de vorm van een dikke vierkante, conisch toelopende zuil, bekroond met een urn. De zuil is gewijd aan Anna Maria Moens en draagt verscheidene opschriften                                       | Gedenkteken               |                                                                     |                            | Gedenkzuil op top Paasheuvel a/d Paasbergerweg | 52° 2' 38" NB, 5° 40' 45" OL | 14465  | Meer afbeeldingen                                                                      |
| De Slijpkruik | Boerderij                 | 1607 (eerste vermelding)                                            |                            | Slijpkruikweg 54                               | 52° 2' 60" NB, 5° 39' 19" OL | 14467  | De Slijpkruik                                                                          |
| De Keetmolen | Industrie- en poldermolen | 1866                                                                |                            | Stationsweg tegenover 118                      | 52° 1' 47" NB, 5° 40' 13" OL | 14468  | Meer afbeeldingen                                                                      |
| Concordia: molen | Industrie- en poldermolen | 1865                                                                |                            | Telefoonweg 34                                 | 52° 2' 49" NB, 5° 39' 57" OL | 14469  | Meer afbeeldingen                                                                      |
| Concordia: hallehuisboerderij met bakhuis en moestuin | Industrie                 | 1937                                                                |                            | Telefoonweg bij 32                             | 52° 2' 49" NB, 5° 39' 58" OL | 527721 | Concordia: hallehuisboerderij met bakhuis en moestuin                                  |
| Concordia: hallehuisschuur | Industrie                 |                                                                     |                            | Telefoonweg bij 32                             | 52° 2' 49" NB, 5° 39' 58" OL | 527722 | Concordia: hallehuisschuur                                                             |
| Concordia: maalschuur | Industrie                 | 1911                                                                |                            | Telefoonweg bij 32                             | 52° 2' 49" NB, 5° 39' 58" OL | 527723 | Concordia: maalschuur                                                                  |
| Concordia: maalderij | Industrie                 | 1937                                                                |                            | Telefoonweg 32                                 | 52° 2' 49" NB, 5° 39' 58" OL | 527724 | Concordia: maalderij                                                                   |
| Concordia: accesweg | Industrie                 | ca. 1860                                                            |                            | Telefoonweg bij 32                             | 52° 2' 49" NB, 5° 39' 58" OL | 527725 | Meer afbeeldingen                                                                      |
| Station Ede Centrum | Transport                 | 1902                                                                |                            | Telefoonweg 80                                 | 52° 2' 39" NB, 5° 40' 5" OL  | 14470  | Meer afbeeldingen                                                                      |
| Schaapskooi onder met riet en Hollandse pannen gedekt schilddak. "De Kreel" | Boerderij                 | laatste helft 19e eeuw                                              |                            | Schaapskooi op Eder Heide                      | 52° 2' 43" NB, 5° 43' 14" OL | 14471  | Meer afbeeldingen                                                                      |
| Doesburgermolen | Industrie- en poldermolen | ca. 1620                                                            |                            | Doesburger Molenweg 5                          | 52° 3' 43" NB, 5° 38' 56" OL | 14478  | Meer afbeeldingen                                                                      |
| Terrein waarin vier grafheuvels en sporen van bewoning en/of begraving | Archeologisch monument    | Neolithicum en/of Bronstijd en IJzertijd                            |                            | Wekeromseweg, bij                              | 52° 5' 6" NB, 5° 41' 38" OL  | 45402  | Upload foto                                                                            |
| Terrein waarin vier grafheuvels | Archeologisch monument    | Neolithicum en/of Bronstijd                                         |                            | Wekeromseweg, bij                              | 52° 5' 6" NB, 5° 41' 49" OL  | 45403  | Upload foto                                                                            |
| Terrein waarin vijf grafheuvels | Archeologisch monument    |                                                                     |                            | Driebergweg, bij                               | 52° 2' 45" NB, 5° 42' 14" OL | 45404  | Terrein waarin vijf grafheuvels                                                        |
| Terrein waarin een urnenveld | Archeologisch monument    | Bronstijd en/of IJzertijd                                           |                            | Groot Ginkelseweg, bij                         | 52° 2' 24" NB, 5° 43' 50" OL | 45405  | Upload foto                                                                            |
| Terrein waarin twee Grafheuvels | Archeologisch monument    | Neolithicum en/of Bronstijd                                         |                            | Heidebloemallee, bij                           | 52° 2' 55" NB, 5° 44' 12" OL | 45406  | Upload foto                                                                            |
| Terrein waarin resten van prehistorische bewoning (vuurstenen werktuigen en aardewerk) | Archeologisch monument    | Palaeolithicum, Neolithicum en IJzertijd                            |                            | Apeldoornseweg 186, tegenover                  | 52° 6' 1" NB, 5° 44' 52" OL  | 45407  | Terrein waarin resten van prehistorische bewoning (vuurstenen werktuigen en aardewerk) |
| Terrein waarin drie grafheuvels. Sporen van bewoning uit het Neolithicum, de Bronstijd en de IJzertijd, vuursteen vindplaatsen uit het Palaeolithicum (Hamburgcultuur) en Mesolithicum en een bundel karresporen die als Hessenweg wordt gekarakteriseerd | Archeologisch monument    | Neolithicum / Bronstijd / IJzertijd / Palaeolithicum / Mesolithicum |                            | Wijde Veldweg, bij                             | 52° 1' 46" NB, 5° 44' 30" OL | 45409  | Upload foto                                                                            |
| Terrein waarin twee Grafheuvels | Archeologisch monument    | Neolithicum en/of Bronstijd                                         |                            | Wyde-Velpad/A12, bij                           | 52° 1' 13" NB, 5° 44' 21" OL | 45410  | Upload foto                                                                            |
| Gasfabriek | Gasfabriek: Nutsbedrijf   | 1904-1905                                                           | H. Noorman Kzn.q           | Schaapsweg 2                                   | 52° 2' 22" NB, 5° 39' 56" OL | 507525 | Meer afbeeldingen                                                                      |
| Zuiverhuis | Gasfabriek: Nutsbedrijf   | 1915                                                                |                            | Schaapsweg 2                                   | 52° 2' 22" NB, 5° 39' 56" OL | 510043 | Zuiverhuis                                                                             |
| Gasfabriek: Dienstwoning van de gasbaas | Dienstwoning              | na 1850                                                             |                            | Schaapsweg 2                                   | 52° 2' 22" NB, 5° 39' 56" OL | 510044 | Meer afbeeldingen                                                                      |
| Transformatorhuisje met tegeltableau | Nutsbedrijf               | 1920-1930                                                           |                            | Asakkerweg tegenover 1                         | 52° 3' 11" NB, 5° 40' 25" OL | 523576 | Transformatorhuisje met tegeltableau                                                   |
| Smeedijzeren gaslantaarn vervaardigd door de Edese Machinefabriek en IJzergieterij Henneman | Straatmeubilair           | 1923                                                                |                            | Nieuwe Stationsstraat bij 36a                  | 52° 2' 30" NB, 5° 39' 60" OL | 523577 | Meer afbeeldingen                                                                      |
| Nieuwe Kerk | Kerk en kerkonderdeel     | 1937-1938                                                           | T.G. Slijkhuis             | Verlengde Maanderweg 33                        | 52° 2' 12" NB, 5° 39' 48" OL | 523578 | Meer afbeeldingen                                                                      |
| De Eder Kuil: speelveld en toneelgebouw | Welzijn, kunst en cultuur | 1936                                                                | Weener                     | Van Pabstlaan 1                                | 52° 2' 27" NB, 5° 40' 42" OL | 526099 | Meer afbeeldingen                                                                      |
| De Eder Kuil: parkaanleg | Welzijn, kunst en cultuur | 1936                                                                | Weener                     | Van Pabstlaan bij 1                            | 52° 2' 27" NB, 5° 40' 42" OL | 526100 | Meer afbeeldingen                                                                      |
| De Eder Kuil: muziekpodium | Welzijn, kunst en cultuur | 1936                                                                | Weener                     | Van Pabstlaan bij 1                            | 52° 2' 27" NB, 5° 40' 42" OL | 526101 | Upload foto                                                                            |
| De Eder Kuil: orkestbak | Welzijn, kunst en cultuur | 1936                                                                | Weener                     | Van Pabstlaan bij 1                            | 52° 2' 27" NB, 5° 40' 42" OL | 526102 | Upload foto                                                                            |
| De Eder Kuil: toeschouwerstribune | Welzijn, kunst en cultuur | 1936                                                                | Weener                     | Van Pabstlaan bij 1                            | 52° 2' 27" NB, 5° 40' 42" OL | 526103 | Meer afbeeldingen                                                                      |
| De Eder Kuil: kleedgebouw | Welzijn, kunst en cultuur | 1936                                                                | Weener                     | Van Pabstlaan bij 1                            | 52° 2' 27" NB, 5° 40' 42" OL | 526104 | Meer afbeeldingen                                                                      |
| De Eder Kuil: kaartverkoopgebouw (oostelijk) | Welzijn, kunst en cultuur | 1936                                                                | Weener                     | Van Pabstlaan bij 1                            | 52° 2' 27" NB, 5° 40' 42" OL | 526105 | Meer afbeeldingen                                                                      |
| De Eder Kuil: kaartverkoopgebouw (westelijk) | Welzijn, kunst en cultuur | 1936                                                                | Weener                     | Van Pabstlaan bij 1                            | 52° 2' 27" NB, 5° 40' 42" OL | 526106 | Meer afbeeldingen                                                                      |
| De Eder Kuil: kaartverkoopgebouw (zuidelijk) | Welzijn, kunst en cultuur | 1936                                                                | Weener                     | Van Pabstlaan bij 1                            | 52° 2' 27" NB, 5° 40' 42" OL | 526107 | Upload foto                                                                            |
| De Eder Kuil: toiletgebouw (oostelijk) | Welzijn, kunst en cultuur | 1936                                                                | Weener                     | Van Pabstlaan bij 1                            | 52° 2' 27" NB, 5° 40' 42" OL | 526108 | Upload foto                                                                            |
| De Eder Kuil: toiletgebouw (westelijk) | Welzijn, kunst en cultuur | 1936                                                                | Weener                     | Van Pabstlaan bij 1                            |                              | 528816 | Upload foto                                                                            |
| De Eder Kuil: Gedenkteken | Welzijn, kunst en cultuur | 1945                                                                |                            | Van Pabstlaan bij 1                            | 52° 2' 23" NB, 5° 40' 42" OL | 528817 | Meer afbeeldingen                                                                      |
| ENKA: Schoorsteen bij ketenhuis | Industrie                 | 1922                                                                |                            | Doctor Hartogsweg 58                           | 52° 1' 26" NB, 5° 40' 49" OL | 527063 | Meer afbeeldingen                                                                      |
| ENKA: Westvleugel met poortgebouw | Industrie                 | 1928                                                                | jhr. J.M. van den Bosch    | Doctor Hartogsweg 58                           | 52° 1' 31" NB, 5° 40' 39" OL | 527064 | Meer afbeeldingen                                                                      |
| ENKA: Fabrieksschoorsteen bij spinnerij | Industrie                 | 1927                                                                |                            | Doctor Hartogsweg 58                           | 52° 1' 20" NB, 5° 40' 47" OL | 527065 | Meer afbeeldingen                                                                      |
| ENKA: Bitterzoutmagazijn | Industrie                 | 1926                                                                | J.M. van den Bosch         | Doctor Hartogsweg 58                           | 52° 1' 25" NB, 5° 40' 35" OL | 527066 | Meer afbeeldingen                                                                      |
| ENKA: Herinneringsbank | Industrie                 | 1938                                                                | Brouwer's Aardewerkfabriek | Doctor Hartogsweg 58                           | 52° 1' 33" NB, 5° 40' 40" OL | 527067 | Meer afbeeldingen                                                                      |
| ENKA: Fontein | Gebouw                    | 1947                                                                |                            | Doctor Hartogsweg 58                           | 52° 1' 33" NB, 5° 40' 40" OL | 527068 | Meer afbeeldingen                                                                      |
| ENKA: Gebouw geneeskundige dienst met gedenkteken | Gezondheidszorg           | 1948 (gebouw) 1957 (gedenkteken)                                    |                            | Doctor Hartogsweg 58                           | 52° 1' 30" NB, 5° 40' 39" OL | 527069 | Meer afbeeldingen                                                                      |
| ENKA: Was-, kleed- en schaftlokaal | Industrie                 | 1950-51                                                             | D. Masselink               | Doctor Hartogsweg 58                           | 52° 1' 27" NB, 5° 40' 44" OL | 527070 | Meer afbeeldingen                                                                      |
| Ede-West: P.L. Bergansiuskazerne | Militair verblijfsgebouw  | 1936                                                                |                            | Nieuwe Kazernelaan 2                           | 52° 2' 2" NB, 5° 40' 34" OL  | 523485 | Meer afbeeldingen                                                                      |
| Ede-West: Van Essenkazerne | Militair verblijfsgebouw  | 1906-1908                                                           |                            | Nieuwe Kazernelaan 2                           | 52° 2' 4" NB, 5° 40' 41" OL  | 523486 | Meer afbeeldingen                                                                      |
| Ede-West: Arthur Koolkazerne | Militair verblijfsgebouw  | 1906-1908                                                           |                            | Nieuwe Kazernelaan 2                           | 52° 2' 4" NB, 5° 40' 31" OL  | 523487 | Meer afbeeldingen                                                                      |
| Ede-West: Johan Willem Frisokazerne | Militair verblijfsgebouw  | 1904-1906                                                           |                            | Nieuwe Kazernelaan 2                           | 52° 1' 43" NB, 5° 40' 30" OL | 523488 | Meer afbeeldingen                                                                      |
| Ede-West: Mauritskazerne | Militair verblijfsgebouw  | 1904-1906                                                           |                            | Nieuwe Kazernelaan 2                           | 52° 1' 49" NB, 5° 40' 28" OL | 523489 | Meer afbeeldingen                                                                      |
| Elias Beeckmankazerne: Kazernegebouw met cellen | Militair verblijfsgebouw  | 1938-1939                                                           |                            | Nieuwe Kazernelaan 10d5                        | 52° 2' 16" NB, 5° 40' 60" OL | 523491 | Meer afbeeldingen                                                                      |
| Elias Beeckmankazerne: Kazernegebouw | Militair verblijfsgebouw  | 1938-1939                                                           |                            | Nieuwe Kazernelaan 10d3                        | 52° 2' 16" NB, 5° 41' 3" OL  | 523492 | Meer afbeeldingen                                                                      |
| Elias Beeckmankazerne: Kazernegebouw | Militair verblijfsgebouw  | 1938-1939                                                           |                            | Nieuwe Kazernelaan 10d2                        | 52° 2' 16" NB, 5° 41' 5" OL  | 523493 | Meer afbeeldingen                                                                      |
| Elias Beeckmankazerne: Legeringsgebouw | Militair verblijfsgebouw  | 1938-1939                                                           |                            | Nieuwe Kazernelaan 10d14                       | 52° 2' 13" NB, 5° 41' 0" OL  | 523494 | Meer afbeeldingen                                                                      |
| Elias Beeckmankazerne: Legeringsgebouw | Militair verblijfsgebouw  | 1938-1939                                                           |                            | Nieuwe Kazernelaan 10d13                       | 52° 2' 13" NB, 5° 41' 2" OL  | 523495 | Meer afbeeldingen                                                                      |
| Elias Beeckmankazerne: Legeringsgebouw | Militair verblijfsgebouw  | 1938-1939                                                           |                            | Nieuwe Kazernelaan 10d15                       | 52° 2' 11" NB, 5° 41' 1" OL  | 523496 | Meer afbeeldingen                                                                      |
| Elias Beeckmankazerne: Legeringsgebouw | Militair verblijfsgebouw  | 1938-1939                                                           |                            | Nieuwe Kazernelaan 10d12                       | 52° 2' 14" NB, 5° 41' 6" OL  | 523497 | Meer afbeeldingen                                                                      |
| Elias Beeckmankazerne: Keuken met mess | Militair verblijfsgebouw  | 1938-1939                                                           |                            | Nieuwe Kazernelaan 10d16                       | 52° 2' 12" NB, 5° 41' 3" OL  | 523498 | Meer afbeeldingen                                                                      |
| Elias Beeckmankazerne: Legeringsgebouw | Militair verblijfsgebouw  | 1938-1939                                                           |                            | Nieuwe Kazernelaan 10d10                       | 52° 2' 14" NB, 5° 41' 8" OL  | 523499 | Meer afbeeldingen                                                                      |
| Elias Beeckmankazerne: Legeringsgebouw | Militair verblijfsgebouw  | 1938-1939                                                           |                            | Nieuwe Kazernelaan 10d11                       | 52° 2' 12" NB, 5° 41' 8" OL  | 523500 | Meer afbeeldingen                                                                      |
| Grafheuvel met 10 meter zone | Archeologisch monument    | Neolithicum                                                         |                            | Ginkelse Heide                                 | 52° 2' 16" NB, 5° 42' 41" OL | 530854 | Upload foto                                                                            |
| Mausoleum | Begraafplaats en -onderdl | 1945-1947                                                           |                            | bij Vossenakker                                | 52° 2' 37" NB, 5° 40' 42" OL | 532041 | Meer afbeeldingen                                                                      |